# Польний гетьман литовський
Гетьман польний литовський (біл. Гетман польны літоўскі, лит. Lietuvos lauko etmonas, пол. Hetman polny litewski) — заступник керівника збройних сил Великого князівства Литовського (великого гетьмана литовського).
У мирний час великий гетьман зазвичай займався адміністративними і стратегічними питаннями, польний гетьман знаходився «в полі» (відповідно «фельдмаршал» — «польовий маршал»), керував малими операціями.

## Список гетьманів
1. Юрій Радзивілл «Геркулес» — 1521–1531
2. Андрій Якубович Немирович — 1536–1541
3. Григорій Олександрович Ходкевич — 1561–1566
4. Роман Федорович Санґушко — 1569–1571
5. Христофор Радзивілл «Перун» — 1572–1589
6. Ян Кароль Ходкевич — 1600–1605
7. Христофор Радзивілл (молодший) — 1615–1635
8. Януш Кишка — 1635–1646
9. Януш Радзивілл — 1646–1654
10. Вінцент Корвін-Госевський — 1654–1662
11. Михайло Казимир Пац — 1663–1667
12. Владислав Петрович Волович — 1667–1668
13. Михайло Казимир Радзивілл — 1668–1680
14. Казимир Ян Сапєга — 1681–1682
15. Ян Самійлович Огінський — 1682–1684
16. Юзеф Богуслав Слушка — 1685–1701
17. Михайло Сервацій Вишневецький — 1702–1703
18. Григорій Антоній Огінський — 1703–1709
19. Михайло Сервацій Вишневецький (повторно) — 1707–1709
20. Людвик Констанцій Поцей — 1709
21. Станіслав Ернест Денхоф — 1709–1728
22. Єжи Ієронім Крішпін-Кіршенштейн — 1710–1711
23. Михайло Казимир Радзивілл «Рибонька» — 1735–1744
24. Михайло Юзеф Масальський — 1744–1762
25. Олександр Михаіл Сапега — 1762–1775
26. Юзеф Сильвестр Сосновський — 1775–1780
27. Людвік Тишкевич — 1780–1791
28. Симон Мартин Косаківський — 1792–1793
29. Юзеф Забелло — 1793–1794